# Eleutherodactylus cooki
Eleutherodactylus cooki је водоземац из реда жаба (Anura) и фамилије Eleutherodactylidae.

## Угроженост
Ова врста се сматра рањивом у погледу угрожености врсте од изумирања.

## Распрострањење
Ареал врсте је ограничен на једну државу. 
Порторико је једино познато природно станиште врсте.

## Станиште
Станишта врсте су шуме и речни екосистеми.